# Defenestració

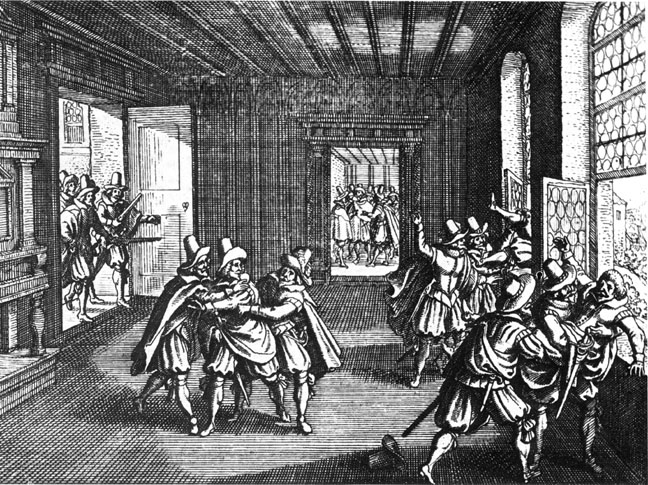
Gravat representant la defenestració de Praga de 1618.

La defenestració és l'acte de llançar a algú per una finestra. La paraula procedeix del llatí "de" (de, des de), i "fenestra" (finestra).
Històricament, l'acte de defenestració tenia l'objectiu de fer mal o assassinar algú. La defenestració de Praga es considera el detonador de la Guerra dels Trenta Anys.
Addicionalment, també significa la destitució o expulsió dràsticament d'algú del seu càrrec o lloc. Partint d'aquest últim significat, la paraula que més s'utilitza per implicar una crítica dràstica negativa cap a alguna cosa o algú.
El 1942, la pioner Hugh DeHaven va publicar l'anàlisi clàssica de Mecànica de la supervivència en les caigudes des d'una altura de cinquanta a cent cinquanta metres. El treball de DeHaven treball en la supervivència de defenestracions va ser instrumental en el desenvolupament del cinturó de seguretat.
Auto-defenestració (autodefenestration) és l'acte de saltar, el que un s'impulsa a si mateix, o es causa a si mateix el salt al buit, per una finestra. Aquest fenomen va tenir un paper destacat en esdeveniments com ara l'Incendi de la fàbrica Triangle, els atemptats de l'onze de setembre de 2011, i altres desastres, sinó que és també un mètode de suïcidi.
També hi ha una llegenda urbana que els inversors de Wall Street es van autodefenestrar passivament durant el crac borsari de 1929.

## Cultura popular
En el poema Defenestration, R.P. Lister va escriure amb humor i exageració, el poema narra els pensaments d'un filòsof experimentant defenestració. En caure, el filòsof considera per què hauria d'haver una paraula en particular per l'experiència, quan molts conceptes igualment simples no tenen noms específics. .
Hi ha una sèrie d'ocurrències de hackers que fan referència a "defenestració". Per exemple, el terme s'utilitza de vegades amb humor entre els usuaris de Linux per descriure l'acte de l'eliminació de Microsoft Windows d'un ordinador.